# 1931 en Saskatchewan
Chronologie de la Saskatchewan
- 1927
- 1928
- 1929
- 1930
- 1931
- 1932
- 1933
- 1934
- 1935

Cette page concerne des événements d'actualité qui se sont produits durant l'année 1931 dans la province canadienne de la Saskatchewan.

## Politique
- Premier ministre : James T.M. Anderson
- Chef de l'Opposition :
- Lieutenant-gouverneur : Henri William Newlands puis Hugh Edwin Munroe
- Législature :